# Mon Laferte
Norma Monserrat Bustamante Laferte (sinh ngày 2 tháng 5 năm 1983), được biết đến nhiều hơn với nghệ danh Mon Laferte, là một ca sĩ-nhạc sĩ và nữ diễn viên người Chile.

## Những năm đầu và học vấn
Laferte được sinh ra ở Viña del Mar. Cô pha trộn phong cách âm nhạc của mình với rock, blues, pop, bolero và eletronic. Cô bắt đầu sự nghiệp của mình lúc 9 tuổi, sau khi chiến thắng được một cây guitar trong một cuộc thi hát. Cô gia nhập một nhạc viện ở Viña del Mar, Chile ở tuổi 13. Ngay sau đó, cô bắt đầu chơi trong các quán bar ở Valparaíso và Santiago.

## Sự nghiệp
Vào năm 2003, cô phát hành album phòng thu đầu tiên của mình mang tên La Chica de Rojo. Vào năm 2009, Laferte được chẩn đoán mắc bệnh ung thư tuyến giáp. Nhưng hai năm sau, cô thu âm album thứ hai của mình dưới nghệ danh Mon Laferte, có tiêu đề Desechable. Vào năm tiếp theo, cô được mời để làm giám khảo mùa thứ hai của The X Factor phiên bản Chile, gọi là Factor X, cùng với Karen Doggenweiler, Tito Beltrán và José Luis Rodríguez.
Vào năm 2007, Mon Laferte quyết định bắt đầu một chương mới trong sự nghiệp âm nhạc của mình bằng cách chuyển từ Chile đến Thành phố México, nơi cô bắt đầu một dự án mới với những bài hát và âm nhạc của riêng mình, đạt được một sự nghiệp thành công ở México và nổi tiếng khắp Nam Mỹ.

## Lịch sử âm nhạc
- Album phòng thu:
  - 2003: La chica de Rojo (the artist is presented as Monserrat Bustamante)
  - 2011: Desechable
  - 2013: Tornasol
  - 2015: Mon Laferte Vol.1
  - 2017: La Trenza
  - 2018: Norma
- Album của Mystica Girls:
  - 2012: MetalRose 2012 [4]
  - 2014: Gates of Hell

### Đĩa đơn
- 2009: "Lo mismo que yo"
- 2011: "Soy"
- 2011: "Depresión"
- 2011: "Tóxico"
- 2012: "Desechable"
- 2012: "Un solo hombre no puedo tener"
- 2013: "Ángel negro"
- 2013: "Hey hey"
- 2013: "Tornasol"
- 2014: "Cielito de abril"
- 2014: "Lo que pido"
- 2014: "Orgasmo para dos"
- 2015: "Tormento"
- 2015: "Amor completo"
- 2015: "Tu falta de querer"
- 2015: "Si tú me quisieras"
- 2017: "Amárrame" (feat. Juanes)
- 2017: "Mi buen amor" (feat. Enrique Bunbury)
- 2017: "Primaveral"
- 2018: "Antes de ti"

### Đĩa đơn quảng bá
- 2009: Lo Mismo Que Yo
- 2012: Vuelve Por Favor
- 2013: Serena
- 2016: Todos quieren ser un gato jazz (with Esteman and Caloncho)
- 2017: Yo Te Qui

### Nghệ sĩ góp giọng
- 2017: Palmar (feat. Mon Laferte) - Caloncho
- 2017: Funcional (feat. Mon Laferte) - Okills

## Lịch sử điện ảnh
| Năm  | Phim              | Vai   | Ghi chú       |
| ---- | ----------------- | ----- | ------------- |
| 2006 | Rojo, La Pelicula | Belén | Chilean film  |
| 2013 | Japy Ending       | Eli   | Peruvian film |

| Năm       | Chương trình         | Vai              |
| --------- | -------------------- | ---------------- |
| 2003–2007 | Rojo Fama Contrafama | Contestant       |
| 2006–2007 | El Baile en TVN      | Singer           |
| 2012      | Factor X             | Judge and mentor |